# Словенія на Євробаченні Юних Музикантів
Словенія брала участь у Євробаченні Юних Музикантів, що проводиться кожні два роки, тринадцять разів починаючи з 1994 року, вперше вигравши конкурс у 2010 році.

## Учасники
Умовні позначення
     Переможець
     Друге місце
     Третє місце
     Не пройшла до фіналу
     Участь скасовано
     Не брала участі
| Рік                        | Місце проведення | Учасник            | Інструмент | Фінал                      | Півфінал          |
| -------------------------- | ---------------- | ------------------ | ---------- | -------------------------- | ----------------- |
| 1994                       | Варшава          | Мате Бекавац       | Кларнет    | Не вдалося кваліфікуватися | -                 |
| 1996                       | Лісабон          | Гал Фаганель       | Віолончель | Не вдалося кваліфікуватися | -                 |
| 1998                       | Відень           | Борут Загоранський | Акордеон   | -                          | -                 |
| 2000                       | Берген           | Крістіян Краньчан  | Віолончель | Не вдалося кваліфікуватися | -                 |
| 2002                       | Берлін           | Кармен Пецар       | Віолончель | 3                          | -                 |
| 2004                       | Люцерн           | Марина Голя        | Маримба    | Не вдалося кваліфікуватися | -                 |
| 2006                       | Відень           | Лука Шуліч         | Віолончель | Не вдалося кваліфікуватися | -                 |
| 2008                       | Відень           | Ян Гріцар          | Саксофон   | -                          | -                 |
| 2010                       | Відень           | Єва-Ніна Козьмус   | Флейта     | 1                          | -                 |
| 2012                       | Відень           | Блаж Шпаровець     | Кларнет    | Не вдалося кваліфікуватися | -                 |
| 2014                       | Кельн            | Урбан Станич       | Піаніно    | 2                          | Без півфіналів    |
| 2016                       | Кельн            | Зала Відіч         | Віолончель | -                          | Без півфіналів    |
| 2018                       | Единбург         | Нікола Паянович    | Скрипка    | 2                          | -                 |
| 2020                       | Загреб           | Себастьян Буда     | Горн       | Конкурс скасовано          | Конкурс скасовано |
| Не бере участь з 2022 року |                  |                    |            |                            |                   |

## Галерея

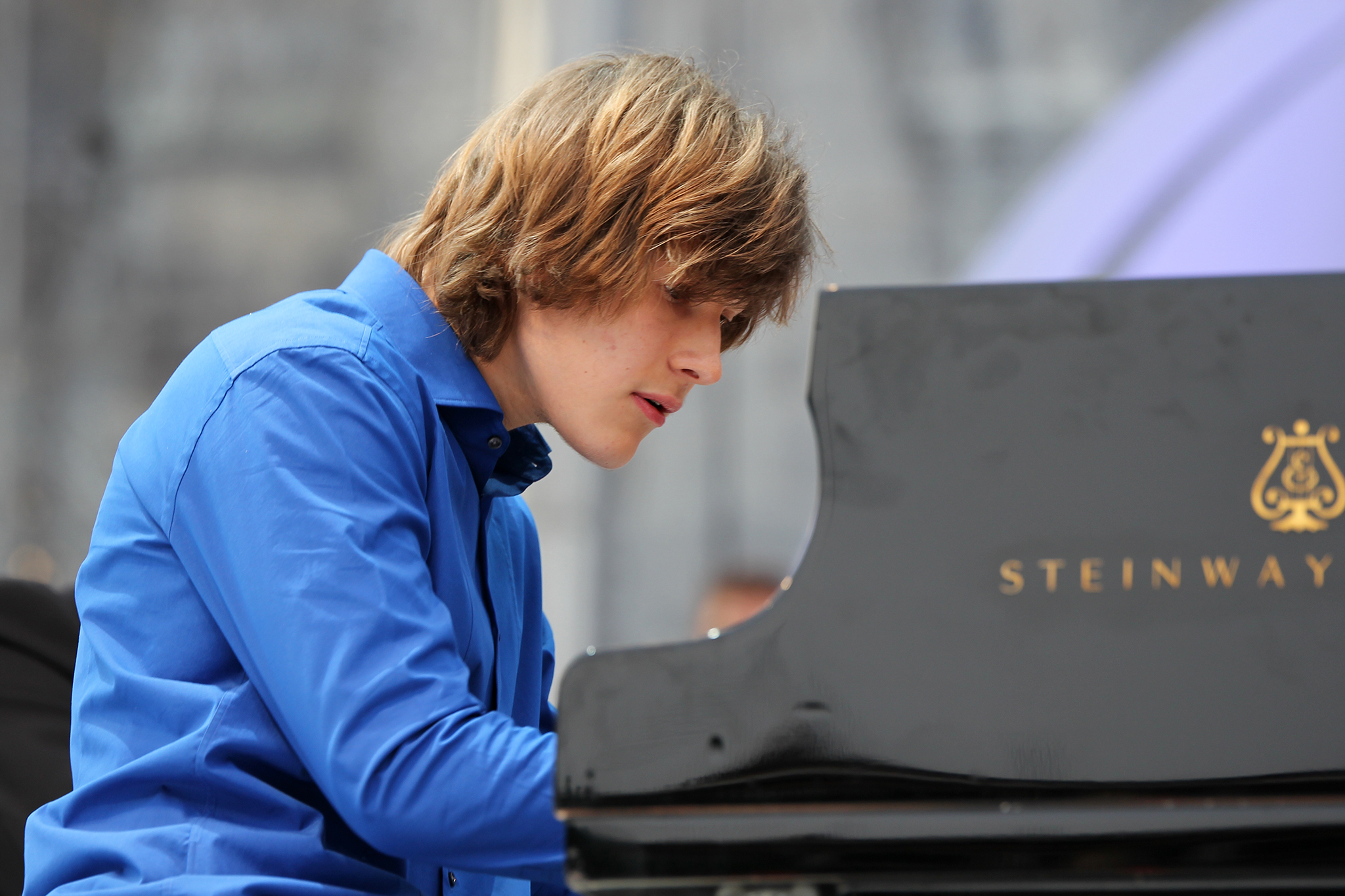
Урбан Станич у Кельні (2014)
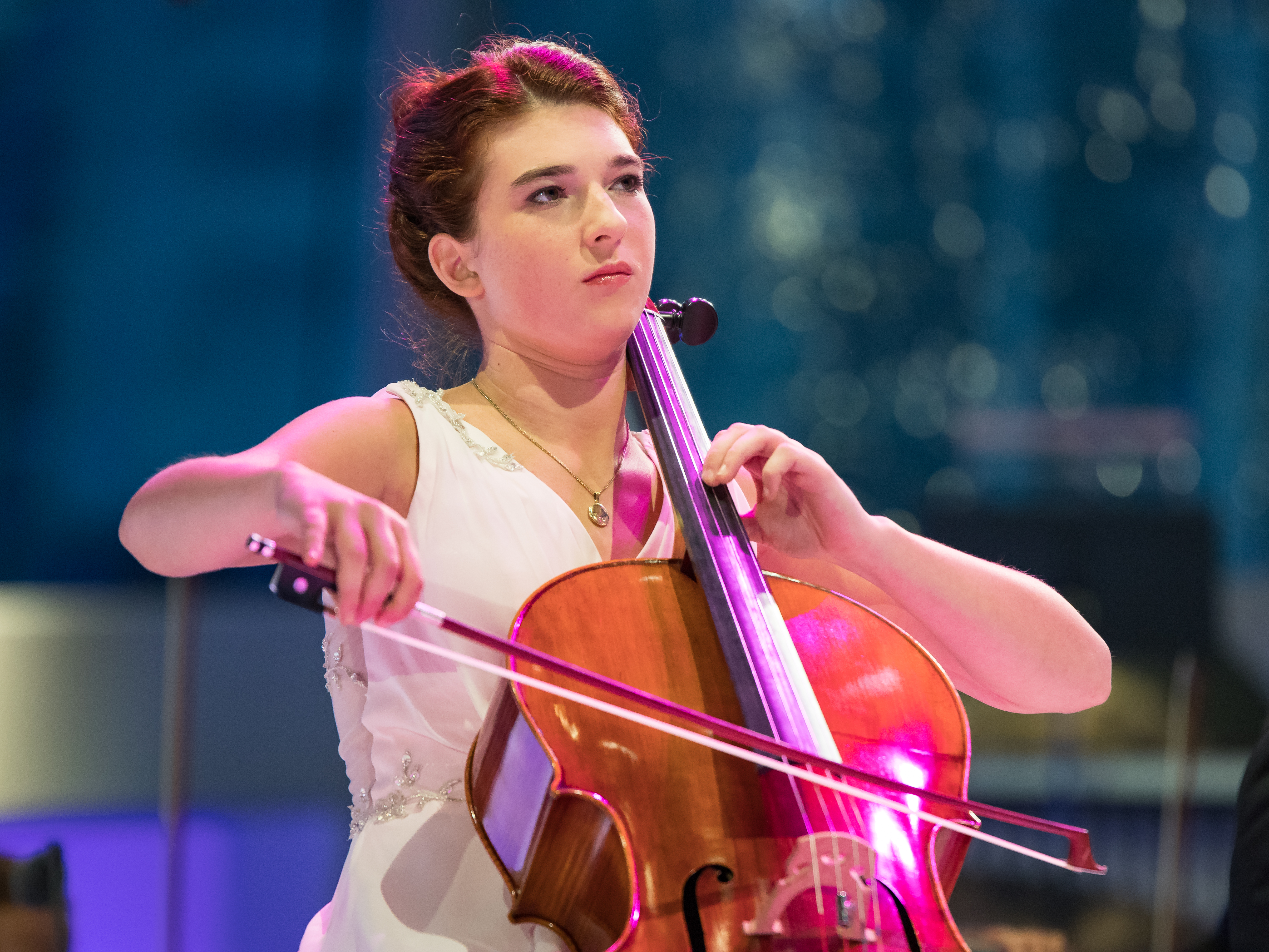
Зала Відіч у Кельні (2016)

## Нотатки
1. ↑  Конкурс 2020 року було скасовано через пандемію COVID-19.